# Remington Модель 512 Sportsmaster
Remington Модель 512 Sportmaster гвинтівка з ковзним затвором, яку випускала компанія Remington Arms. Модель 512 мала ствол довжиною 640 мм, суцільну ложу з твердих порід дерева та воронене покриття. Незвичним в гвинтівці є поєднання трубчастого магазина з ковзним затвором. Більшість сучасних гвинтівок з трубчастими магазинами мають важільну або помпову дію, але в середині 20-го століття, багато гвинтівок з ковзним затвором під набій .22 калібру мали трубчасті магазини, оскільки вони мали великий об'єм. 

## Варіанти
Модель 512P
Модель 512P схожа на стандартну модель, але мала мушку типу партридж та апертурний цілик "крапка-крометер". Посилання на посібник користувача.
Модель 512SB
Модель 512SB була SmoothBore (гладкоствольна) (Садова зброя) з відкритими прицілами.
Модель 512X
Модель 512X мала покращені приціли і випускалася з 1964 по 1966 роки.